# Cohors I Asturum (Noricum)
Dieser Artikel behandelt die in der römischen Provinz Noricum stationierte Auxiliareinheit Cohors I Asturum. Zu der gleichnamigen Einheit, die in den Provinzen Germania superior und Britannia stationiert war, siehe Cohors I Asturum (Germania). Das hier angegebene Szenario geht von zwei verschiedenen Kohorten mit der Bezeichnung Cohors I Asturum aus; zu den Einschätzungen von Historikern siehe Cohors I Asturum.

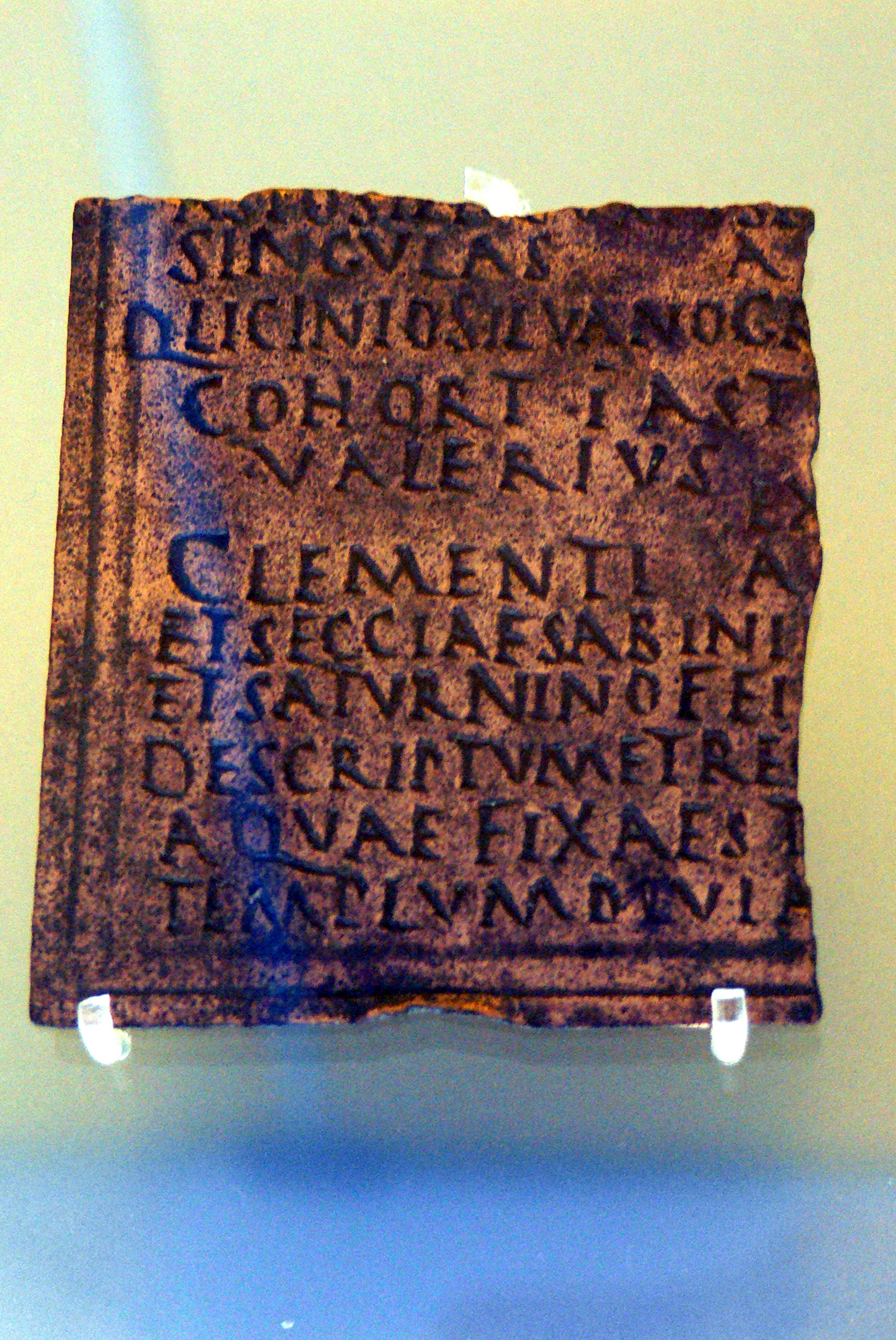
Das Militärdiplom von 106 n. Chr.

Die Cohors I Asturum (deutsch 1. Kohorte der Asturer) war eine römische Auxiliareinheit. Sie ist durch Militärdiplome und Inschriften belegt.

## Namensbestandteile
- Cohors: Die Kohorte war eine Infanterieeinheit der Auxiliartruppen in der römischen Armee.

- I: Die römische Zahl steht für die Ordnungszahl die erste (lateinisch prima). Daher wird der Name dieser Militäreinheit als Cohors prima .. ausgesprochen.

- Asturum: der Asturer. Die Soldaten der Kohorte wurden bei Aufstellung der Einheit aus dem Volk der Asturer auf dem Gebiet des conventus Asturum (mit der Hauptstadt Asturica Augusta) rekrutiert.[1]

- equitata: teilberitten. Die Einheit war möglicherweise ein gemischter Verband aus Infanterie und Kavallerie.[1][A 1]

Da es keine Hinweise auf den Namenszusatz milliaria (1000 Mann) gibt, war die Einheit entweder eine Cohors quingenaria peditata, eine reine Infanterie-Kohorte mit einer Sollstärke von 480 Mann, bestehend aus 6 Centurien mit jeweils 80 Mann oder eine Cohors quingenaria equitata mit einer Sollstärke von 600 Mann (480 Mann Infanterie und 120 Reiter), bestehend aus 6 Centurien Infanterie mit jeweils 80 Mann sowie 4 Turmae Kavallerie mit jeweils 30 Reitern.

## Geschichte
Die Kohorte war in der Provinz Noricum stationiert. Sie ist auf Militärdiplomen für die Jahre 79 bis 157 n. Chr. aufgeführt.
Die Anfänge der Einheit sind unsicher. Möglicherweise war die Kohorte bereits um 54/55 in Noricum stationiert; um 68/69 hielt sie sich vermutlich in der Nähe von Rom auf. Der erste gesicherte Nachweis der Einheit in der Provinz Noricum beruht auf Diplomen, die auf 79 datiert sind. In den Diplomen wird die Kohorte als Teil der Truppen aufgeführt (siehe Römische Streitkräfte in Noricum), die in der Provinz stationiert waren. Weitere Diplome, die auf 106 bis 157 datiert sind, belegen die Einheit in derselben Provinz.
In der Notitia dignitatum wird eine unbekannte Kohorte für den Standort Austuris aufgeführt. Sie war unter der Leitung eines Tribuns Teil der Truppen, die dem Oberkommando des Dux Pannoniae Primae et Norici Ripensis unterstanden. Möglicherweise handelt es sich bei dieser unbekannten Einheit um die Cohors I Asturum.

## Standorte
Standorte der Kohorte in Noricum waren möglicherweise:
| - Austuris (Astura oder Asturis): der Standort wird in der Notitia dignitatum und in der Vita Sancti Severini erwähnt; die Verbindung zwischen Standort und Kohorte ist aber allein durch den Namen gegeben. | - Kastell Zeiselmauer (siehe Abschnitt Garnison) - Kastell Zwentendorf (siehe Abschnitt Garnison) |

## Angehörige der Kohorte
Folgende Angehörige der Kohorte sind bekannt.

### Kommandeure
| - [?], ein curator pro praefecto (AE 1895, 36) - [] Iulius Festus, ein Präfekt (AE 1975, 408). Er war auch Präfekt der Ala III Asturum. | - [] Valerius []: er wird auf dem Diplom von 106 als Kommandeur genannt. - Tiberius Claudius Zeno Ulpianus, ein Präfekt |

### Sonstige
| - Aurelius [K]alandinus, ein Veteran (CIL 3, 5292) - Clemens: das Diplom von 106 wurde für ihn ausgestellt. - Iulius Aprilis, ein Beneficiarius (CIL 3, 4842) - L(ucius) Cuspius Lautus, ein Soldat (CIL 6, 3588) - L(ucius) Naevius Pro[c]ulus, ein Centurio (CIL 3, 5539) | - Macrinianus, ein Centurio (CIL 6, 3588) - M(arcus) Annius Marcellianus, ein Centurio (CIL 3, 5330) - M(arcus) Aur(elius) Titianus, ein Soldat (CIL 3, 10507) - Tertius (Leber 00116) - Ti(berius) Claudius Ingenuus, ein Soldat (CIL 3, 4839) |